# ラザール・ベルマン
ラザール・ベルマン（ロシア語: Ла́зарь Нау́мович Бе́рман、ラテン文字の転写例: Lazar' Naumovič Berman、1930年2月26日 レニングラード - 2005年2月6日 フィレンツェ）は、旧ソ連出身のロシア人ピアニスト。

## 略歴

### 幼少時
レニングラード（現サンクトペテルブルク）生まれ。両親はユダヤ人であった。母アンナはレニングラード音楽院（現サンクトペテルブルク音楽院）出身で、聴覚障害により引退するまで自らもピアニストとして立っていた。その母親の手ほどきでピアノを始め、3歳で初めてコンクールに参加し、4歳で最初の演奏会を行う。7歳のとき、まだ楽譜が読めるようになっていなかったにもかかわらず、モーツァルトの幻想曲と自作のマズルカを録音し、エミール・ギレリスから「音楽界の神童」と呼ばれた。
9歳になると、家族に連れられモスクワに移り、モスクワ音楽院でアレクサンドル・ゴリデンヴェイゼルに師事するかたわら、スヴャトスラフ・リヒテルやヴラディーミル・ソフロニツキー、マリヤ・ユーディナからも指導を受けた。10歳でモスクワ・フィルハーモニー管弦楽団と共演してモーツァルトのピアノ協奏曲第25番を演奏し、公式デビューを果たす。1941年に第二次世界大戦の勃発により、ヴォルガ川河畔のクーイブィシェフへ疎開を余儀なくされる。生活状況の悪化から、母親は息子の指がかじかむことのないように、自分の手袋の指を切って、息子に（手袋の指を）与えなければならないほどだった。間もなく国際的な桧舞台に少しずつ進出し、12歳のときの『ラ・カンパネラ』の演奏は、ラジオ放送を通じてイギリスの聴衆にも知られるようになった。

### 初期の活動
1951年のベルリン国際青少年音楽祭と1956年のブダペスト国際音楽コンクールにおいて優勝し、1956年にはウラジミール・アシュケナージとともにベルギーのエリザベート王妃国際音楽コンクールに参加し、5位に入賞している。1958年にはロンドンで演奏会を行い、サガ・レーベルに録音を残した。音楽院卒業とともに、国内と東欧諸国において、精力的な演奏活動に入る。とりわけハンガリーでは、「フランツ・リストの再来」として絶賛された。
1961年に、同じくピアニストであるヴァレンティナ夫人と結婚。二人の一粒種のパヴェルはヴァイオリニストとして活動している。ベルマンは後の1992年5月にプラハの春音楽祭に息子と共に出演し、スメタナ・ホールにてブラームスのピアノ協奏曲第1番を弾き、息子のパヴェルも同ヴァイオリン協奏曲を演奏。スプラフォン・レーベルより2枚組のCDを発売している。1960年代になると演奏活動が下火になり、やがて沈黙を続ける幻の演奏家と見なされるようになったが、それには後述のような事情が絡んでいた。また、ベルマンはこの当時の10年間にピアニズムを研鑽し、オペラのベルカント歌唱を研究。ロングペダルによるレガート奏法を体得するのに費やした。

### 西側への進出
西側諸国でも、ソ連のメロディア・レーベルの録音に親しんでいるような好楽家や、ソ連旅行をしたことのある人の間では、ベルマンの名が知られていたが、それでもベルマンが1975年にアメリカ合衆国に演奏旅行を行うまでは、概してその名が「鉄のカーテン」の外で有名であったとは言い難い。ニューヨーク・デビューではリストの『超絶技巧練習曲』を演奏して、電撃的な大評判を捲き起こした（アメリカ・デビューはマイアミ大学のスポーツ・アリーナ）。「ニューヨーク・タイムズ」誌は「ベルマンの目もくらむようなテクニックは、ホロヴィッツだけがライヴァルになることができるもの」と絶賛している。この批評に対してベルマンは「畏れ多いことだ」と語っている。
それまでに、すでにソ連では概ね演奏活動を制約され、古びてがたがたのピアノ（象牙の鍵盤のいくつかは剥がれ落ち、透かし彫りの譜面台を照らす照明はロウソクだった）で演奏しながら、なお様々な聴衆の関心を集めていた。外国からの演奏旅行の招請は、ソ連の官立音楽代理店であるゴスコンツェルトによって無視され続けた。ベルマンは2室からなるモスクワの狭いアパートに住み、そのうち1室はグランド・ピアノに占領されていた。後年、ベルマンは、「ピアノを離れて散歩に行くとか、映画を見に行くとかという気持ちにはまったくなれない」と語っており、ピアノに一身をささげていた。
だが1975年の米国デビューの後にベルマンは引く手あまたとなり、ドイツ・グラモフォンやEMI、CBSらが奪い合うようにして録音に起用した。ベルマンはチャイコフスキーのピアノ協奏曲第1番を、ヘルベルト・フォン・カラヤンの指揮で録音しただけでなく、1976年には「国際連合の日」を記念して、アンタル・ドラティの指揮で国際的なテレビ放映に出演した際にも演奏した。1977年には初来日して、やはりクラシック・ファンの注目を浴びた。この時、北海道の札幌で行われた演奏会の模様がTOKYO FMでTDKオリジナルコンサートとしてラジオ放送されたが、ベルマンの強い意向により、その音源はビクターより『サッポロ・リサイタル』として発売された。また、ベルマンの語るところによれば、日本文学の『古事記』を愛読した。
イギリスでの演奏活動は1970年代後半から1980年代初頭に行われた。1976年12月に、ロイヤル・フェスティヴァル・ホールに出演してプロコフィエフとリストを演奏し、1978年にはクラウス・テンシュテット指揮ロンドン交響楽団と共演して、リストのピアノ協奏曲第2番を演奏した。1984年にはプロムスに出演し、ジョン・プリッチャードの指揮でチャイコフスキーのピアノ協奏曲第1番を披露した。1970年代後半には、クラウディオ・アバド指揮ロンドン交響楽団の指揮により、ラフマニノフのピアノ協奏曲第3番を録音している。またハチャトゥリアンのピアノ協奏曲を作曲者自身の指揮で録音される計画もあったが、作曲者の死去により実現に至らなかった。

### ソ連当局との軋轢と出国
ソ連当局はその頃になってさえ、断続的にベルマンの演奏旅行を縛ろうとした。1980年にランダフ音楽祭への出演はキャンセルされることになった。西側での演奏旅行が済むと、KGBの監視役がベルマンの旅行カバンから、ソ連邦でご法度のアメリカの文芸作品を押収したのである。結果として、ソ連当局によってベルマンは要注意人物に名指しされ、その活動は禁じられた。ベルマンがユダヤ系であるために、事態はこじれるばかりであった（ソ連においてユダヤ人は反体制派の烙印を押され、国外逃亡を行う輩と見なされていた）。上記の理由によりベルマンは、グラモフォンへ1980年にラフマニノフの前奏曲集と『コレッリの主題による変奏曲』を録音したのを最後に、西側のメジャー・レーベルから姿を消しているが、1986年にテミルカーノフ／ベルリン放送響とチャイコフスキーのピアノ協奏曲第1番の原典版を録音している。
しかしながら、ソ連邦の存続が危うくなり、このような妨害活動の回数が下がると、ベルマンはついにロシアを去って1990年にイタリア入り（イタリアでの彼の評価は高く、人気をミケランジェリと二分していた）し、1995年にフィレンツェに定住した。イタリア移住に前後してファツィオリ社のピアノを愛用するようになり、1988年に再来日した際にも、この名器を用いて演奏を行なった。おそらく日本で公的な演奏に同社のピアノを用いたのは、ベルマンが初めてであろう。亡くなるまでマスタークラスを主宰し、日本人では山岸ルツ子、根岸弥生や大井浩明がベルマンの薫陶を受けている。没後にドイツとロシアで回想録が出版されている。

## 演奏様式
「私は19世紀の人間であり、ヴィルトゥオーソと呼ばれるタイプの演奏家に属している」と自認していたように、鮮やかな超絶技巧と芝居っ気たっぷりの演奏、濃やかな情緒表現と強靭なタッチが特徴的で、一夜で3つのピアノ協奏曲とソナタ1曲を弾き切ったこともある。スクリャービンやプロコフィエフを除いて近現代の音楽の演奏にはさほど興味を示さず、いきおい19世紀のロマン派音楽がレパートリーを占めた。リスト作品、とりわけ『超絶技巧練習曲』の比類ない解釈で、1977年にはハンガリーよりフランツ・リスト賞を授与されている。
19世紀のたいていの作曲家のピアノ曲をレパートリーにしていたが、ショパン作品だけはなかなか弾こうとしなかった。「もちろん以前は弾いたのだが、何年間もワルシャワのショパン国際ピアノコンクールに参加したけれども入選しなかったんだ。自尊心がひどく傷つけられてね、それからは二度とショパンを弾かないって誓ったのさ」と語っている。ただし1970年代には、ドイツ・グラモフォンにポロネーズ集の録音を残しており、また当時の演奏会の映像にもショパン作品の演奏を認めることができる。
ソフロニツキーの薫陶を受けたにもかかわらず、イン・テンポで粛々と演奏を進め、アゴーギクをほとんど崩さないのも特徴的である。ベルマンは楽譜に示されたペダルの長さを厳格に守る傾向もあった。

## 家族・親族
- 妻：ヴァレンティナ・ヴィクトロヴナ・ベルマン(旧姓:セドヴァ)(Валентина Викторовна Берман(Седова)) はピアニスト。
- 息子：パーヴェル・ベルマンはヴァイオリニスト、指揮者。